# 3408 Shalamov
A 3408 Shalamov (ideiglenes jelöléssel 1977 QG4) a Naprendszer kisbolygóövében található aszteroida. Nyikolaj Sztyepanovics Csernih fedezte fel 1977. augusztus 18-án.